# Bocek
Bocek is een bestuurslaag in het regentschap Malang van de provincie Oost-Java, Indonesië. Bocek telt 7797 inwoners (volkstelling 2010).